# Шостак Руслан Станіславович
Руслан Станіславович Шостак (нар. 20 березня 1973, Дніпро) — український підприємець, засновник і співвласник національних торговельних мереж EVA і VARUS. Бере участь у розвитку бізнесів у сфері нерухомості, імпорту автомобілів, гуртової торгівлі та інше. Входить до сотні найбагатших людей України. У 2022 заснував БФ Руслана Шостака.

## Життєпис
Руслан Шостак народився 20 березня 1973 року у Дніпрі. 1999 року закінчив Придніпровську академію будівництва та архітектури за спеціальністю «Економіка підприємства», кваліфікація — економіст.

## Кар'єра
Школярем Шостак займався комерцією в сфері споживчих товарів (продукти харчування, косметика).
1992 року став одним із засновників і керівників АТЗТ «Асоціація дитячого харчування» — одного з найбільших виробників (ТМ «Карапуз» і «Малятко») та імпортерів дитячого харчування в Україні.
2000-2003 — гендиректор і співвласник компанії «Негоціант», що володіла мережею супермаркетів «Пік».
У листопаді 2002 року заснував та став генеральним директором компанії «РУШ» (парфумерно-косметична мережа магазинів EVA), а також компанії «ОМЕГА» (продуктова мережа супермаркетів Varus).
2019 року товарообіг мереж VARUS і EVA перевищив $1 млрд.

## Бізнес-активи
Станом на 2020 рік Шостак був власником або співвласником таких підприємств:
- ТОВ «Руш» — національна мережа drogerie-магазинів EVA
- ТОВ «Омега» — національна мережа продуктових супермаркетів VARUS
- ТОВ «Афіна Груп» — дистрибуція, контрактна логістика та ЗЕД
- ТОВ «Крайтекс-Сервіс» — гуртова торгівля.
- «Вінницяпобутхім» — підприємство з виробництва прального порошку.
- Бере участь у розвитку бізнесів, пов'язаних з будівництвом і управлінням нерухомістю, імпортом і продажем автомобілів.[10]

В 2023 році активи, якими керує і співвласником яких є Шостак, були об'єднані в корпорацію «Тервін». У 17 компаніях працює 30 тисяч людей. До корпорації увійшли усі бізнеси Шостака, зокрема у сфері роздрібної торгівлі харчовими продуктами і дрогері товарами, девелопменту та автобізнесу.

## Громадська діяльність
Член Ради з питань підтримки підприємництва — консультативно-дорадчого органу при Президентові України (з 27 червня 2025).

## Благодійність
У 2022 заснував БФ Руслана Шостака, яка спеціалізується на допомозі Силам оборони України та постраждалим від російсько-української війни. Займається евакуацією дітей-сиріт з України під час війни — в рамках проєкту «Дитинство без війни» та придбанням і постачанням для потреб захисників України автоколісного транспорту, його сервісного обслуговування — в рамках проєкту ГеройCar.

## Статки

### Рейтинг журналуФокус
- 2014 — 99 місце, $43 млн
- 2015 — 86 місце, $50 млн  (+$7 млн)
- 2016 — 68 місце, $85 млн (+$35 млн)
- 2017 — 66 місце, $98 млн (+$14 млн)
- 2018 — 42 місце, $195 млн (+$97 млн)[14]

### Рейтинг журналуНовое время
- 2018 — 58 місце, $107 млн[15]

### Рейтинг журналуКорреспондент
- 2018 — 45 місце, $136 млн[16]

### Рейтинг журналуForbes Україна
- 2014 — 93 місце, $71 млн
- 2015 — 78 місце, $43 млн
- 2016 — 69 місце, $60 млн[17]
- 2021 — 87 місце, $140 млн[18]

## Сім'я
Одружений. Виховує доньку та сина.

## Нагороди
- Орден «За заслуги» ІІІ ступеня (Україна, 23 серпня 2022) — за значні особисті заслуги у зміцненні міждержавного співробітництва, підтримку державного суверенітету та територіальної цілісності України, вагомий внесок у популяризацію Української держави у світі.[19]